# Neoseiulus extricatus
Neoseiulus extricatus är en spindeldjursart som först beskrevs av Kolodochka 1991.  Neoseiulus extricatus ingår i släktet Neoseiulus och familjen Phytoseiidae. Inga underarter finns listade i Catalogue of Life.